# Freie Gruppe
In der Mathematik heißt eine Gruppe frei, wenn sie eine Teilmenge {\displaystyle S} enthält,
sodass jedes Gruppenelement auf genau eine Weise als (reduziertes) Wort von Elementen in {\displaystyle S} und deren Inversen geschrieben werden kann.
Hierbei ist die Reihenfolge der Faktoren wichtig: Wenn man verlangt, dass alle Elemente der Gruppe kommutieren sollen,
dann erhält man das verwandte, aber sehr verschiedene Konzept der freien abelschen Gruppe.
Freie Gruppen spielen in der Gruppentheorie eine universelle Rolle und erlauben, jede Gruppe durch Erzeuger und Relationen darzustellen.
Sie treten auch in der algebraischen Topologie auf, zum Beispiel als Fundamentalgruppe von Graphen (siehe Satz von Nielsen-Schreier) oder von Flächen wie der punktierten Ebene.

## Definition
Eine Gruppe {\displaystyle F} heißt frei über einer Teilmenge {\displaystyle S\subset F}, wenn sich jedes Gruppenelement {\displaystyle a\in F} auf genau eine Weise schreiben lässt als Produkt {\displaystyle a=s_{1}^{e_{1}}s_{2}^{e_{2}}\cdots s_{n}^{e_{n}}} mit Faktoren {\displaystyle s_{1},s_{2},\dots ,s_{n}\in S}, wobei {\displaystyle s_{i}\neq s_{i+1}} für alle {\displaystyle i}, und Exponenten {\displaystyle e_{1},e_{2},\dots ,e_{n}\in \mathbb {Z} }, wobei {\displaystyle e_{i}\neq 0} für alle {\displaystyle i}.
Unter den genannten Bedingungen nennt man {\displaystyle s_{1}^{e_{1}}s_{2}^{e_{2}}\cdots s_{n}^{e_{n}}} ein reduziertes Wort über {\displaystyle S}.
Demnach ist {\displaystyle F} frei über {\displaystyle S}, wenn sich jedes Element von {\displaystyle F} eindeutig als reduziertes Wort über {\displaystyle S} schreiben lässt. Die Existenz einer solchen Schreibweise ist gleichbedeutend damit, dass {\displaystyle S} ein Erzeugendensystem von {\displaystyle F} ist. Die Eindeutigkeit ist gleichbedeutend damit, dass zwischen den Elementen von {\displaystyle S} keine algebraischen Relationen bestehen (außer der in jeder Gruppe gültigen Kürzungsrelation {\displaystyle uss^{-1}v=uv}) oder dass das neutrale Element der Gruppe sich mit den Elementen aus {\displaystyle S} in reduzierter Form ausschließlich als deren leeres Produkt darstellen lässt. Ist {\displaystyle F} frei über {\displaystyle S}, so sagt man daher auch, {\displaystyle F} werde frei von {\displaystyle S} erzeugt. Man nennt dann {\displaystyle S} ein freies Erzeugendensystem oder auch Basis der Gruppe {\displaystyle F}.

## Universelle Eigenschaft
Eine Gruppe {\displaystyle F} ist genau dann frei über einer Teilmenge {\displaystyle S\subset F}, wenn sie folgende universelle Eigenschaft hat:
Ist {\displaystyle f\colon S\to G} eine beliebige Abbildung der Menge {\displaystyle S} in eine Gruppe {\displaystyle G}, dann gibt es genau einen Gruppenhomomorphismus {\displaystyle h\colon F\to G}, der {\displaystyle f} fortsetzt, also {\displaystyle h(s)=f(s)} für alle {\displaystyle s\in S} erfüllt.
Diese universelle Abbildungseigenschaft ist zu obiger Definition äquivalent. Jede der beiden Charakterisierungen kann also als Definition freier Gruppen verwendet werden, und in der Literatur finden sich beide Zugänge. Die jeweils andere Charakterisierung ist dann eine Folgerung.

## Beispiele
Die Gruppe {\displaystyle (\mathbb {Z} ,+)} der ganzen Zahlen ist frei über {\displaystyle S=\{1\}}.
Die universelle Abbildungseigenschaft besagt hier: Zu jeder Gruppe {\displaystyle G} und jedem beliebigen Element {\displaystyle g\in G} gibt es genau einen Gruppenhomomorphismus {\displaystyle h\colon \mathbb {Z} \to G} mit {\displaystyle h(1)=g}. Dieser ist gegeben durch {\displaystyle h(k)=g^{k}} für alle {\displaystyle k\in \mathbb {Z} }.
Die zyklische Gruppe {\displaystyle C_{n}} der Ordnung {\displaystyle n\geq 2} ist keine freie Gruppe. Diese wird von einem Element {\displaystyle r} der Ordnung {\displaystyle n} erzeugt, und die Relation {\displaystyle r^{n}=1} verhindert, dass {\displaystyle C_{n}} frei ist. Man kann sich {\displaystyle C_{n}} vorstellen als die Rotationsgruppe des regelmäßigen {\displaystyle n}-Ecks in der Ebene, erzeugt von einer Rotation {\displaystyle r} um den Winkel {\displaystyle 2\pi /n}. Jedes Element lässt sich dann schreiben als {\displaystyle r^{k}} mit {\displaystyle k\in \mathbb {Z} }, aber diese Schreibweise ist nicht eindeutig, denn {\displaystyle r^{k}=r^{k+n}}.
Das kartesische Produkt {\displaystyle \mathbb {Z} \times \mathbb {Z} } mit der komponentenweisen Addition ist eine freie abelsche Gruppe über {\displaystyle \{(1,0),(0,1)\}}, aber keine freie Gruppe. Allgemein ist eine freie abelsche Gruppe über einer Menge {\displaystyle S} mit mehr als einem Element keine freie Gruppe.
Sei {\displaystyle \sigma } die Drehung des {\displaystyle \mathbb {R} ^{3}} um die x-Achse {\displaystyle \mathbb {R} (1,0,0)} um den Winkel {\displaystyle \pi {\sqrt {2}}} und {\displaystyle \tau } die Drehung des {\displaystyle \mathbb {R} ^{3}} um die y-Achse {\displaystyle \mathbb {R} (0,1,0)} um den Winkel {\displaystyle \pi {\sqrt {3}}}. Dann ist die von {\displaystyle \sigma } und {\displaystyle \tau } erzeugte Untergruppe der allgemeinen linearen Gruppe {\displaystyle \mathrm {GL} _{3}(\mathbb {R} )} eine freie Gruppe über {\displaystyle S=\{\sigma ,\tau \}}. Eine solche freie Drehgruppe über einem zweielementigen Erzeugendensystem tritt im Beweis des Banach-Tarski-Paradoxons auf.

## Konstruktion
Zu jeder Menge {\displaystyle S} gibt es eine freie Gruppe {\displaystyle F(S)} über {\displaystyle S}. Diese kann wie folgt konstruiert werden.
Um zunächst zu jedem Element {\displaystyle s\in S} auch ein Inverses {\displaystyle s^{-1}} zu haben, betrachten wir die Menge {\displaystyle A=S\times \{\pm 1\}} und definieren hierauf eine Involution {\displaystyle {}^{-1}\colon A\to A} durch {\displaystyle (s,\varepsilon )^{-1}=(s,-\varepsilon )}. Wir identifizieren hierbei {\displaystyle S} mit {\displaystyle S\times \{+1\}} vermöge der Abbildung {\displaystyle s\mapsto (s,+1)}. Sei {\displaystyle M=A^{*}} die Menge aller Wörter über dem Alphabet {\displaystyle A} (vgl. Kleenesche Hülle). Die Verkettung von Wörtern definiert hierauf eine Verknüpfung {\displaystyle \cdot \colon M\times M\to M}. Damit wird {\displaystyle (M,\cdot )} zum freien Monoid über {\displaystyle A}. Auf {\displaystyle M} betrachten wir die Äquivalenzrelation, die durch die elementaren Umformungen {\displaystyle uaa^{-1}v\equiv uv} erzeugt wird. Zwei Wörter in {\displaystyle M} sind also genau dann äquivalent, wenn sie durch eine endliche Folge von Einfügen oder Entfernen von Unterwörtern der Form {\displaystyle aa^{-1}} mit {\displaystyle a\in A} ineinander übergehen. Die Menge {\displaystyle M/\equiv } der Äquivalenzklassen bezeichnen wir mit {\displaystyle F=F(S)}. Die Verknüpfung auf {\displaystyle M} induziert auf der Quotientenmenge {\displaystyle F} eine wohldefinierte Verknüpfung {\displaystyle \cdot \colon F\times F\to F}. Nach Konstruktion wird {\displaystyle (F,\cdot )} damit zur freien Gruppe über {\displaystyle S}.
Die freie Gruppe über {\displaystyle S} ist in folgendem Sinne eindeutig: Sind {\displaystyle F_{1}} und {\displaystyle F_{2}} zwei freie Gruppen über {\displaystyle S}, dann sind sie kanonisch isomorph, das heißt, es gibt genau einen Gruppenisomorphismus {\displaystyle f\colon F_{1}\to F_{2}} mit der Eigenschaft {\displaystyle f(s)=s} für alle {\displaystyle s\in S}. Diese Eindeutigkeit erlaubt es, von der freien Gruppe über {\displaystyle S} zu sprechen.
Ist {\displaystyle S} die leere Menge, dann ist {\displaystyle F(S)} die einelementige Gruppe, die nur aus dem neutralen Element besteht.

## Wortproblem
Das Wortproblem lässt sich in einer freien Gruppe {\displaystyle F=F(S)} sehr einfach lösen. Zu jedem gegebenen Wort {\displaystyle s_{1}^{e_{1}}s_{2}^{e_{2}}\cdots s_{n}^{e_{n}}} in den freien Erzeugern {\displaystyle S} findet man wie folgt ein äquivalentes reduziertes Wort: Man fasst benachbarte gleiche Erzeuger zusammen, bis schließlich {\displaystyle s_{i}\neq s_{i+1}} für alle {\displaystyle i}, und entfernt anschließend überflüssige Einträge, um {\displaystyle e_{i}\neq 0} für alle {\displaystyle i} sicherzustellen. Man gelangt somit zu einem reduzierten Wort, das dasselbe Gruppenelement darstellt, und diese Darstellung ist nach Definition eindeutig. Auf diese Weise lassen sich je zwei Elemente von {\displaystyle F} miteinander vergleichen und feststellen, ob sie gleich oder verschieden sind.
Dieses Vergleichsverfahren setzt wesentlich voraus, dass zwischen den Erzeugern keine Relationen bestehen. Im Gegensatz hierzu ist in einer durch Erzeuger und Relationen gegebenen Gruppe das Wortproblem oft schwierig und im Allgemeinen algorithmisch nicht lösbar (Satz von Novikov und Boone).

## Rang
Ist eine Gruppe {\displaystyle F} sowohl frei über {\displaystyle S} als auch frei über {\displaystyle S'}, dann haben die Mengen {\displaystyle S} und {\displaystyle S'} dieselbe Mächtigkeit. Diese heißt Rang der freien Gruppe {\displaystyle F}. Nach obiger Konstruktion gibt es für jede Mächtigkeit {\displaystyle n} bis auf Isomorphie genau eine freie Gruppe vom Rang {\displaystyle n}.
In der Literatur hat es sich eingebürgert, freie Gruppen vom Rang {\displaystyle n\geq 2} als nichtabelsche freie Gruppen zu bezeichnen, denn zum einen ist {\displaystyle \mathbb {Z} } die einzige abelsche freie Gruppe und zum anderen gelten viele für die anderen freien Gruppen beweisbare Lehrsätze nicht für die abelsche Gruppe {\displaystyle \mathbb {Z} }.
Um zu beweisen, dass der Rang eindeutig bestimmt ist, kann man auf verschiedene Arten vorgehen. Für eine freie Gruppe {\displaystyle F=F(S)} über einer Menge {\displaystyle S} endlicher Mächtigkeit {\displaystyle n\in \mathbb {N} } gelingt dies besonders einfach: Aufgrund der universellen Abbildungseigenschaft von {\displaystyle F} besteht die Menge {\displaystyle \mathrm {Hom} (F,C_{2})} aller Gruppenhomomorphismen in die zyklische Gruppe {\displaystyle C_{2}} aus genau {\displaystyle 2^{n}} Elementen. Damit ist {\displaystyle n} durch die Gruppe {\displaystyle F} eindeutig festgelegt.
Allgemein kann man die freie Gruppe {\displaystyle F=F(S)} abelsch machen, und die so erhaltene Faktorgruppe {\displaystyle F_{ab}=F/[F,F]} ist frei abelsch vom Rang {\displaystyle |S|}. Dieser Rang entspricht der Dimension des Vektorraums {\displaystyle F_{ab}\otimes K} über einem Körper {\displaystyle K} (zum Beispiel {\displaystyle K=\mathbb {Q} }) und ist damit eindeutig durch die Gruppe {\displaystyle F} festgelegt.

## Basiswechsel und Automorphismen
Eine freie Gruppe {\displaystyle F} vom Rang {\displaystyle r\geq 2} hat unendlich viele Basen. Jeder Automorphismus {\displaystyle h\colon F\to F} bildet eine Basis {\displaystyle B=(b_{1},\dots ,b_{r})} auf eine neue Basis {\displaystyle B'=(h(b_{1}),\dots ,h(b_{r}))} ab. Umgekehrt existiert zu je zwei solchen Basen {\displaystyle B} und {\displaystyle B'} genau ein Automorphismus {\displaystyle h\colon F\to F} mit {\displaystyle h(B)=B'}. Das deutet bereits an, selbst wenn die freien Gruppen selbst recht leicht zu verstehen sind, so sind doch ihre Automorphismengruppen hochgradig kompliziert und interessant.

## Untergruppen
Jede Untergruppe einer freien Gruppe ist frei, nach dem Satz von Nielsen-Schreier (benannt nach Jakob Nielsen und Otto Schreier).
Eine freie Gruppe vom Rang {\displaystyle n} hat offenbar zu jeder Mächtigkeit {\displaystyle m\geq n} eine Untergruppe des Rangs {\displaystyle m}.
Im Falle {\displaystyle n\geq 2} existieren sogar Untergruppen von abzählbar unendlichem Rang (Satz von Nielsen-Schreier).
Diese erstaunliche Eigenschaft steht in Gegensatz zu freien abelschen Gruppen (wo der Rang einer Untergruppe höchstens so groß wie der Rang der ganzen Gruppe ist) oder Vektorräumen über einem Körper (wo die Dimension eines Unterraums nie größer als die Dimension des ganzen Raums ist).

## Weitere Eigenschaften

Der Cayley-Graph der freien Gruppe über den Erzeugern

Die Eigenschaften freier Gruppen im nicht-abelschen Fall (für Rang {\displaystyle \geq 2}) unterscheiden sich stark vom abelschen Fall (für Rang {\displaystyle 0} oder {\displaystyle 1}).
Letztere sind gewissermaßen zwei Ausnahmen vom generischen Fall:
- Die freie Gruppe vom Rang {\displaystyle 0} ist die triviale Gruppe, die nur aus dem neutralen Element besteht.
- Die freie Gruppe vom Rang {\displaystyle 1} ist die unendlich zyklische Gruppe {\displaystyle (\mathbb {Z} ,+)} und damit abelsch.
- Eine freie Gruppe vom Rang {\displaystyle \geq 2} ist nicht abelsch und ihr Zentrum besteht nur aus dem neutralen Element.

Die Abelschmachung der freien Gruppe vom Rang {\displaystyle r} ist die freie abelsche Gruppe vom Rang {\displaystyle r}, isomorph zu {\displaystyle \mathbb {Z} ^{r}}.
Ist {\displaystyle F} eine freie Gruppe vom Rang {\displaystyle \geq 2}, dann ist die Kommutator-Untergruppe {\displaystyle F'=[F,F]} frei von abzählbar unendlichem Rang. Im einfachsten Fall, für die freie Gruppe {\displaystyle F=F(a,b)} über den Erzeugern {\displaystyle a,b}, wird {\displaystyle F'} frei erzeugt von den Kommutatoren {\displaystyle [a^{m},b^{n}]} mit {\displaystyle m,n\in \mathbb {Z} \setminus \{0\}}.
Jede freie Gruppe ist torsionsfrei, das heißt, sie enthält keine nicht-trivialen Elemente endlicher Ordnung.
Der Cayley-Graph einer freien Gruppe {\displaystyle F} ist ein Baum, und {\displaystyle F} operiert hierauf frei und orientierungstreu. Umgekehrt gilt: Operiert eine Gruppe {\displaystyle G} frei und orientierungstreu auf einem Baum, dann ist {\displaystyle G} eine freie Gruppe.
Ist {\displaystyle F} eine freie Gruppe vom Rang {\displaystyle n}, dann hat jedes Erzeugendensystem {\displaystyle S\subset F} mindestens {\displaystyle n} Elemente. Hat ein Erzeugendensystem {\displaystyle S\subset F} genau {\displaystyle n} Elemente, dann ist es frei.

## Anwendungen

### Gruppentheorie
Freie Gruppen dienen in der Gruppentheorie dazu, eine gegebene Gruppe {\displaystyle G} durch Erzeuger und Relationen darzustellen. Sei hierzu {\displaystyle S\subset G} ein Erzeugendensystem der Gruppe {\displaystyle G}. (Zum Beispiel kann man immer {\displaystyle S=G} nehmen. Meist wählt man {\displaystyle S} jedoch möglichst klein. Wenn {\displaystyle S} als endliche Menge gewählt werden kann, dann nennt man {\displaystyle G} eine endlich erzeugte Gruppe.) Der Gruppenhomomorphismus {\displaystyle h\colon F(S)\to G}, der die Abbildung {\displaystyle S\hookrightarrow G} auf {\displaystyle F(S)} fortsetzt, ist dann surjektiv. Der Kern {\displaystyle R=\ker(h)} beschreibt die algebraischen Relationen, die zwischen den Erzeugern aus {\displaystyle S} in {\displaystyle G} gelten. Die Faktorgruppe {\displaystyle F(S)/R} ist dann zur vorgegebenen Gruppe {\displaystyle G} isomorph.

### Algebraische Topologie
Freie Gruppen treten auch in der algebraischen Topologie auf, zum Beispiel als Fundamentalgruppen von Graphen oder Flächen wie der punktierten Ebene:
- Die Fundamentalgruppe jedes zusammenhängenden Graphen ist frei. Diese Tatsache kann zu einem topologischen Beweis des Satzes von Nielsen-Schreier benutzt werden.

- Die Fundamentalgruppe der {\displaystyle n}-fach punktierten Ebene {\displaystyle X=\mathbb {R} ^{2}\setminus \{p_{1},\dots ,p_{n}\}} ist eine freie Gruppe vom Rang {\displaystyle n}. Eine Basis {\displaystyle x_{1},\dots ,x_{n}} kann hierbei geometrisch angegeben werden durch Homotopieklassen von Wegen, wobei {\displaystyle x_{i}} einmal um den Punkt {\displaystyle p_{i}} läuft. (Der Raum {\displaystyle X} ist homotopieäquivalent zu einem Graphen, siehe das vorhergehende Beispiel.)

- Ebenso ist die Fundamentalgruppe einer berandeten kompakten Fläche vom Geschlecht {\displaystyle g\geq 0} mit {\displaystyle b\geq 1} Randkomponenten frei, und zwar vom Rang {\displaystyle 2g+b-1}. (Für unberandete Flächen vom Geschlecht {\displaystyle g\geq 1} besteht allerdings eine Relation und die Fundamentalgruppe ist nicht frei.)

### Logik erster Stufe und Tarskis Fragen
Um 1945 stellte der Logiker Alfred Tarski zwei Fragen, die im Laufe der Jahre berühmt wurden und für ihre Schwierigkeit berüchtigt sind:
- Haben alle freien Gruppen vom Rang {\displaystyle n\geq 2} dieselbe elementare Theorie? Das heißt, stimmen für diese Gruppen alle Sätze überein, die sich in der Logik erster Stufe formulieren lassen?

- Sind diese elementaren Theorien entscheidbar?

Beide Fragen wurden im Jahr 2006 gelöst: Zlil Sela hat gezeigt, dass alle freien Gruppen vom Rang {\displaystyle n\geq 2} dieselbe elementare Theorie haben und Olga Kharlampovich und Alexei Myasnikov konnten zudem zeigen, dass diese Theorie entscheidbar ist.

## Geschichte
Bereits 1882 wies Walther von Dyck darauf hin, dass freie Gruppen die einfachst möglichen Präsentationen besitzen, nämlich solche ohne jede Relation. Die systematische Untersuchung freier Gruppen wurde jedoch erst in den 1920er Jahren von Jakob Nielsen begonnen, der freien Gruppen ihren heutigen Namen gab und viele ihrer grundlegenden Eigenschaften bewies, insbesondere den Satz von Nielsen-Schreier. Otto Schreier bewies diesen Satz in voller Allgemeinheit im Jahre 1927. Max Dehn erkannte die Beziehungen zur algebraischen Topologie und gab als erster einen topologischen Beweis des Satzes von Nielsen-Schreier. Kurt Reidemeister stellte diese Entwicklung 1932 in seinem Lehrbuch über kombinatorische Topologie dar. In den 1930er Jahren entwickelte dann Wilhelm Magnus die Beziehung zwischen der absteigenden Zentralreihe freier Gruppen und freier Lie-Algebren.